# سیمپسون، میلتون کینز
سیمپسون (به انگلیسی: Simpson) یک روستا در بریتانیا است که در Simpson and Ashland واقع شده‌است. سیمپسون ۱٬۱۴۲ نفر جمعیت دارد.